# Benjamin Robins
Benjamin Robins (1707 - 20 juli 1751) was een Brits wiskundige en militair ingenieur. Hij schreef onder meer een invloedrijke verhandeling over artillerie, waarbij hij principes uit het werk van Isaac Newton bij militairen introduceerde. Zijn werk had substantiële invloed op de ontwikkeling van de artillerie in de tweede helft van de achttiende eeuw.

## Biografie
Robins werd in 1707 in Bath geboren als zoon van een verarmd Quakergezin en hij genoot daarom weinig opleiding. Toch kon hij, nadat hij naar Londen was verhuisd, in zijn onderhoud voorzien door het geven van wiskundeles. Vervolgens richtte hij zich op militaire techniek en dan met name op de bouw van fortificaties. Ook voerde Robins vele experimenten uit met het afvuren van projectielen door kanonnen. Hieruit resulteerde zijn New Principles in Gunnery (1742), waarin zijn opgebouwde kennis van onder meer de kogelbaan, luchtweerstand op projectielen en de kracht van buskruit werd verwoord. Ook bevatte het een door Robins bedachte methode om de impuls van afgevuurde projectielen te meten. Voor dit werk werd hem in 1746 de Copley Medal van de Royal Society of London toegekend.
Voorts bestudeerde Robins de vlucht van raketten en was hij fervent voorstander van het principe van de getrokken loop. Ook schreef hij enkele werken over puur wiskundige onderwerpen.
Naast zijn wetenschappelijke werk was Robins actief in de politiek. Zo schreef hij enkele pamfletten tegen de toenmalige minister Robert Walpole en was hij secretaris van de commissie van het Britse Hogerhuis, die het gedrag van deze Walpole onderzocht. 
In 1749 werd Robins benoemd tot Ingenieur-Generaal bij de Britse Oost-Indische Compagnie. In die functie kreeg hij de supervisie over de constructie van forten in het koloniale Brits-Indië, maar zijn verslechterende gezondheid liet werken al snel niet meer toe. In 1751 overleed Robins nabij Cuddalore in India.